# Igreja Presbiteriana Reformada no Uganda
A Igreja Presbiteriana Reformada no Uganda (IPRU) (em inglês:   Reformed Presbyterian Church in Uganda) é uma denominação de uma igreja reformada presbiteriana no Uganda, formada em 1990, por um grupo de igrejas que se separou da Igreja Presbiteriana no Uganda.

## História
Em 1989 a Igreja Presbiteriana no Uganda se dividiu quando tomou uma decisão quanto a um processo de disciplina eclesiástica. 
Parte das igrejas e membros, que não concordaram com a decisão, se separou e formou a Igreja Presbiteriana Reformada no Uganda, em 1990.

## Doutrina
A denominação não ordena mulheres e subscreve o Credo dos Apóstolos, Cânones de Dort, Catecismo de Heidelberg, a Confissão de Fé de Westminster e Catecismo Maior de Westminster.
A IPRU se diferencia de outras denominações presbiterianas do país por adotar elementos carismáticos em seus cultos.
A denominação se opõe ao casamento entre pessoas do mesmo sexo.

## Relações Intereclesiásticas
A IPRU é membro da Comunhão Mundial das Igrejas Reformadas e Fraternidade Reformada Mundial.
A denominações recebe auxílio de missionário da Igreja Presbiteriana na América. Além disso, possui contato com a Igreja Presbiteriana no Uganda.